# Damon Hill
Damon Graham Devereux Hill (Londra, 17 settembre 1960) è un ex pilota automobilistico britannico, campione del mondo di Formula 1 nel 1996.
Figlio d'arte, anche suo padre Graham Hill era stato Campione del Mondo di Formula 1. Dopo aver iniziato la sua carriera nel motociclismo, vincendo anche un'importante gara a Brands Hatch nel 1983, Damon Hill passò poi all'automobilismo, facendo una lunga gavetta nelle formule minori e debuttando in Formula 1 a trentuno anni, nel 1992. La sua permanenza nella massima serie è stata contrassegnata nelle stagioni 1994, 1995 e 1996 da continui duelli col tedesco Michael Schumacher, i quali hanno successivamente dato luogo a controversie legate al comportamento dell'uno o dell'altro pilota. È uno dei due piloti di Formula 1, assieme al finlandese Mika Hakkinen, ad aver ottenuto le proprie prime tre vittorie in carriera in tre Gran Premi consecutivi. Ritiratosi nel 1999, Hill è rimasto nell'ambiente delle corse, seppur non come pilota, e dal 2006 al 2011 è stato presidente del British Racing Drivers' Club. Dal 2012 al 2024 è stato commentatore delle gare di F1 per Sky Sport F1.

## Biografia

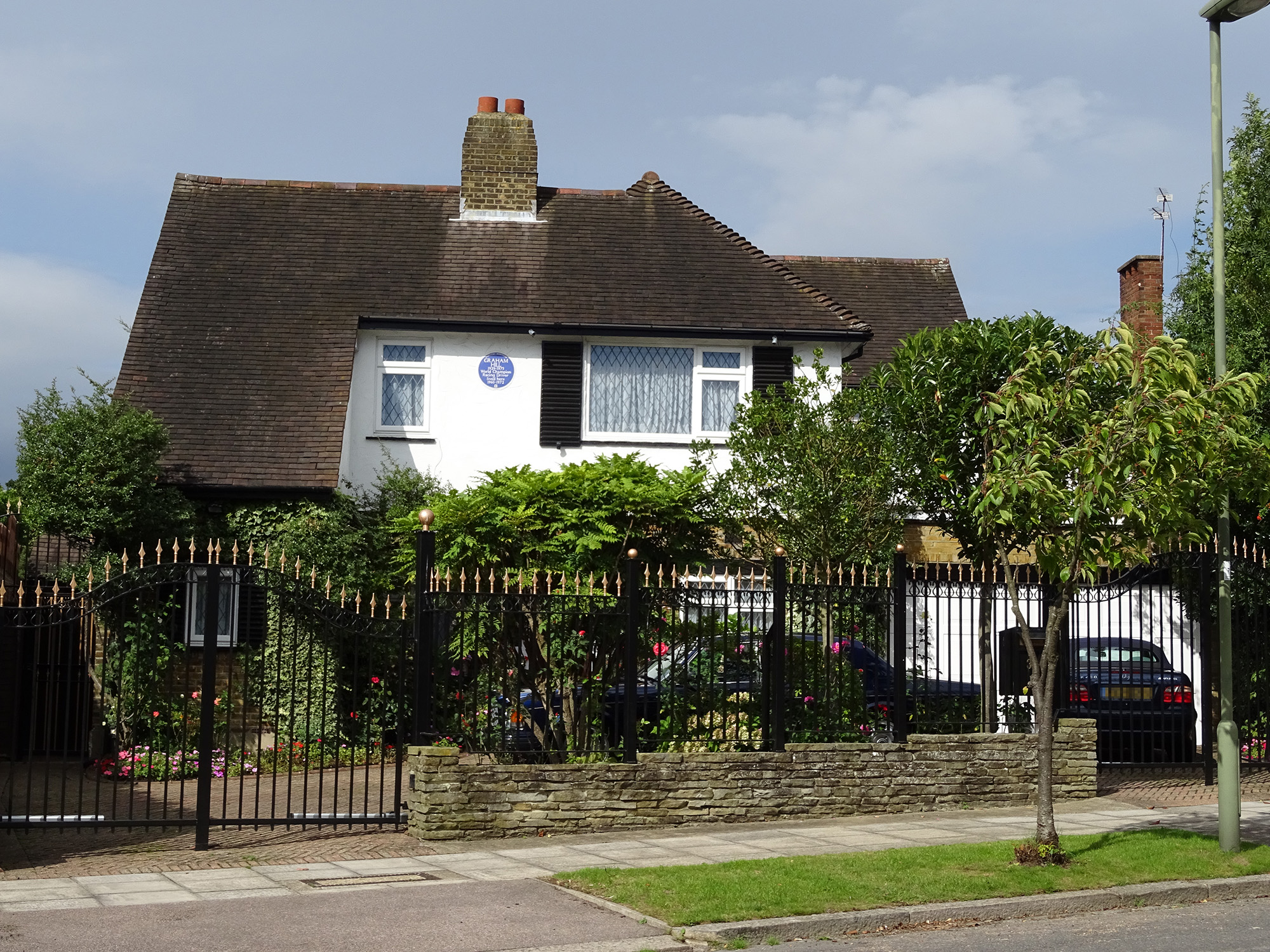
Casa dell'infanzia di Damon Hill al 32 Parkside Mill Hill di Londra

Damon Hill è nato a Hampstead, Londra, il 17 settembre 1960 da Graham Hill e Bette Shubrook. Graham Hill era un personaggio molto noto nel Regno Unito: pilota di Formula 1, Campione del Mondo nel 1962 e nel 1968, vincitore della 500 Miglia di Indianapolis e della 24 Ore di Le Mans.  Fu proprio Damon, nel 1968, ad avvertire suo padre della morte del suo amico e compagno di squadra alla Lotus Jim Clark dopo aver appreso la notizia dalla televisione. La carriera di Graham Hill consentì inizialmente a Damon di vivere una vita agiata tanto che nel 1975 la famiglia viveva in una casa di campagna di 25 stanze in Hertfordshire e Damon frequentò la Haberdashers' Aske's Boys' School. La morte del padre in un incidente aereo il 29 novembre 1975 lasciò però il quindicenne Hill, la madre e le sorelle Samantha e Brigitte in circostanze economiche drasticamente ridotte tanto che fu costretto anche a lavorare come operaio e corriere per pagarsi le partecipazioni alle prime corse.
Hill è sposato dal 1981 con Susan Georgie (nata il 29 aprile 1961) e la coppia ha quattro figli: Oliver (nato il 4 marzo 1989), Joshua (nato il 9 gennaio 1991) anch'egli pilota automobilistico, Tabitha (nata il 19 luglio 1995) e Rosie (nata il 1º febbraio 1998). Oliver è nato con la sindrome di Down e Hill e Georgie sono entrambi patroni della Associazione Sindrome di Down. Josh ha seguito per un breve periodo le orme di suo padre e di suo nonno correndo come pilota automobilistico dal 2008 al 2012 nella F3 europea. Hill è tifoso dell'Arsenal Football Club.

## Carriera

### Gli esordi nel motociclismo
Damon Hill iniziò la sua carriera nel mondo del motociclismo usando un casco con lo stesso semplice design usato da suo padre, nero con disegnate superiormente alcune pale di remo bianche: l’insieme si ispirava ai colori del London Rowing Club del quale Graham Hill faceva parte nei primi anni cinquanta. Hill non fu un talento precoce, e anzi iniziò la sua carriera nel mondo dei motori relativamente tardi. Inizialmente tentò la carta del motociclismo e nel 1983 vinse il Gran Premio del circuito di Brands Hatch per la classe 350 del Campionato Clubman. Damon corse in moto dal 1981 al 1984, ottenendo con la Yamaha TZ 350 numerose vittorie competendo contro il rivale Niall Mackenzie. Sua madre, che era preoccupata per i pericoli delle corse in moto, lo persuase a tentare la carriera agonistica con le auto.

### Il passaggio all'automobilismo

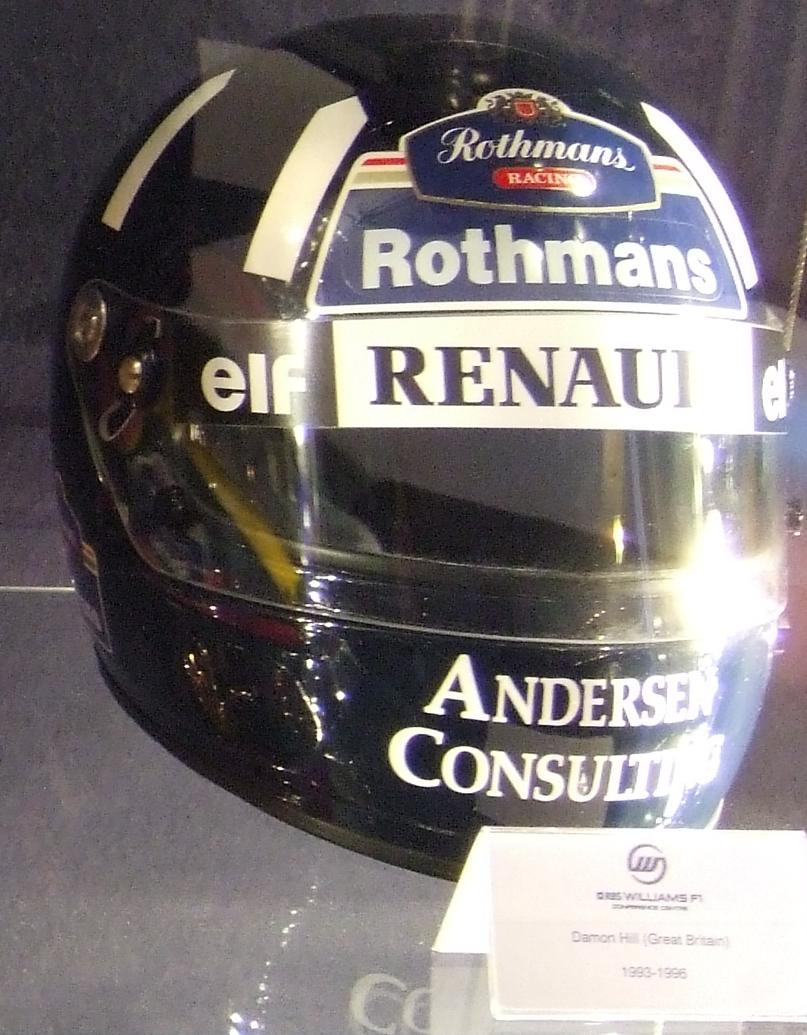
Il casco nero con le pale di remo bianche usato da Hill durante la sua carriera

Nell'agosto 1984 vinse la sua prima gara in automobile, a Brands Hatch, con una Formula Ford 1600. L'anno successivo passò definitivamente dalle due alle quattro ruote, correndo in Formula Ford per il team Van Diemen, con il quale raggiunse risultati positivi senza però sfondare: quinto nel Campionato Townsend Thoresen e terzo nel Campionato Esso, con un totale di sei vittorie. Viste le difficoltà a trovare degli sponsor, Hill fu costretto a chiedere un prestito in banca per pagarsi l'iscrizione ai suoi primi campionati. Nel 1985 corre il Formula Ford Festival arrivando terzo e attirando l'attenzione del team West Surrey. Nel 1986 passò alla Formula 3 inglese, correndo con il team Murray Taylor, finendo nono in classifica con un secondo posto; durante la stagione il suo compagno di squadra Bertrand Fabi rimase ucciso durante un test di collaudo. Nel 1987 guidò una Ralt-Toyota col team Cellnet Ricoh; vinse due gare, arrivando due volte secondo e due terzo, riuscendo a mettere a segno due pole position e due giri più veloci in gara e giungendo quinto nel Campionato. Con lo stesso team arrivò terzo nel 1988 davanti al compagno Martin Donnelly con due vittorie, due secondi posti, quattro terzi, due pole position e un giro più veloce in gara; inoltre arrivò secondo nel prestigioso Gran Premio di Macao. Le sue prestazioni gli valsero un provino al volante di una Benetton-Ford di Formula 1.
Sempre nel 1988 partecipò a due gare in Formula 3000 con la Lola-Cosworth del team GA Motorsports (ritirato a Zolder, ottavo a Digione). Nel 1989 corse una gara nel Campionato Britannico di Formula 3000 ad Oulton Park, finendo terzo; corse una gara nel BTCC, a Donington Park, finendo quarto al volante di una Ford Sierra RS500; partecipò alla 24 Ore di Le Mans del 1989 a la Sarthe con la Porsche 962 del team Richard Lloyd alternandosi alla guida con Steven Andskär e David Hobbs ma dovette ritirarsi dopo 228 giri per noie al motore dopo essere partito ventitreesimo (in gara nessuno dei tre fu mai in grado di lottare per la vottoria contro lo strapotere delle Sauber C9 e Jaguar XJR-9). A luglio 1989 venne chiamato dalla Footwork per correre nelle sei gare conclusive del Campionato Internazionale di Formula 3000 al fianco di Ukyo Katayama. Riuscì a qualificare la macchina (una Mooncraft-Mugen) in tutte e sei le gare, mentre nella prima parte del campionato la Footwork non era mai riuscita ad entrare nella griglia di partenza. Comunque la poca competitività dell'auto non gli permise di andare oltre un quattordicesimo posto al Gran Premio di Spa.

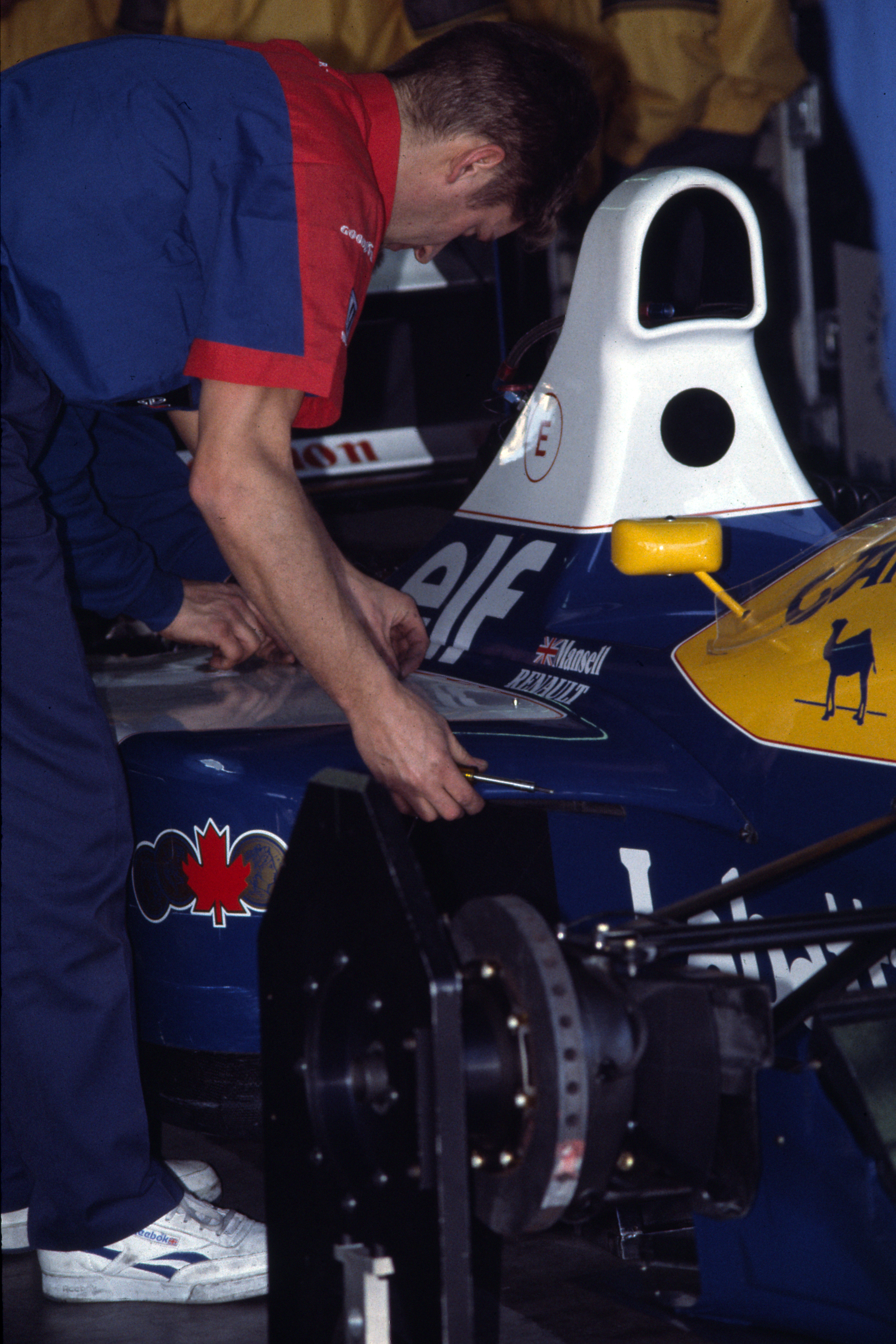
Il 19 marzo 1991, Hill venne assunto da Frank Williams come collaudatore della Williams FW14.

Nel 1990 Damon passò al team Middlebridge di F3000, per correre il Campionato Internazionale con una Lola-Cosworth T90/50. Mise a segno tre pole position, tutte consecutive, e due giri più veloci, il miglior risultato, però, fu solo un secondo posto a Brands Hatch dietro a Allan McNish. Nel 1991 sempre con la Lola-Cosworth, Damon ottenne come migliori risultati un terzo posto a Nogaro e due quarti a Vallelunga e Le Mans, chiuse il campionato al settimo posto con 11 punti davanti al suo compagno di squadra Vincenzo Sospiri. Con le credenziali di pilota veloce sul giro singolo, ma non concreto (in Formula 3000 non otterrà mai una vittoria su 28 gare disputate), nel corso del 1991 venne assunto come collaudatore dal team Williams-Renault di Formula 1 per lavorare per Patrick Head e Adrian Newey sulle sospensioni attive della FW14. Hill accumulò oltre 11.000 km di test all'Autodromo Enzo e Dino Ferrari di Imola girando sugli stessi tempi dei due piloti titolari Mansell e Patrese. Al tempo il team inglese aveva la migliore macchina in circolazione, e il motore V10 aspirato della Renault era il più potente e affidabile; di conseguenza la Williams poté lottare per il titolo e vincere per diversi anni.

### Formula 1

#### Il debutto alla Brabham

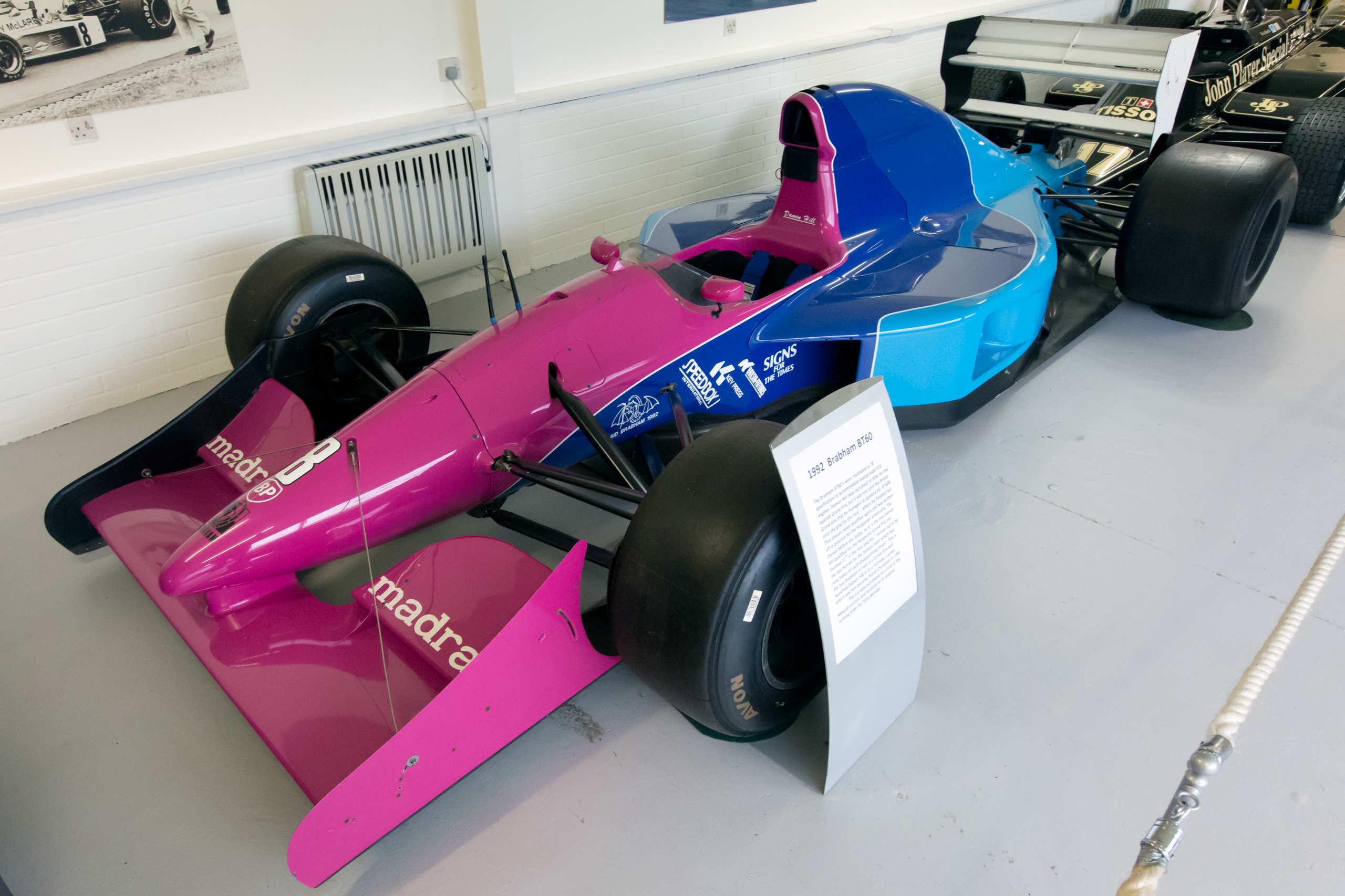
La Brabham-Judd di Hill del 1992

Collaudatore della Williams nel 1991 e parte del 1992, debuttò in Formula 1 nel 1992 nel Gran Premio di Gran Bretagna al volante di una Brabham-Judd, squadra per cui aveva corso anche suo padre. Hill prese il posto di Giovanna Amati per il Gran Premio di Spagna, senza ottenere grossi risultati utili a causa di una Brabham che viaggiava regolarmente nel fondo della classifica. Hill non riuscì a qualificarsi per una gara nei suoi primi cinque tentativi finendo sempre oltre il ventiseiesimo posto, ultimo posto utile al tempo per qualificarsi. Nonostante il mezzo, si qualifica comunque al primo tentativo, nel GP di Silverstone il 12 luglio, partendo ultimo in griglia e finendo sedicesimo. Riesce anche a correre il GP di Ungheria, finendo undicesimo, dopo essere partito dalla venticinquesima posizione; la gara fu comunque ricordata per la conquista del titolo mondiale da parte di Nigel Mansell sulla Williams FW14B collaudata proprio da Hill. Quel Gran Premio segnò anche l'ultima presenza del glorioso team inglese in Formula 1 che si dissolse a causa di problemi finanziari. Le prestazioni di Hill attirarono l'interesse della Ligier.

#### Gli anni in Williams
1993

Il contatto alla partenza del Gran Premio d'Italia 1993 tra Hill e Ayrton Senna

Grazie alle qualità e alla padronanza del mezzo dimostrata come test driver, Damon venne "promosso" da Frank Williams e Patrick Head a pilota titolare del team Williams-Renault al posto di Riccardo Patrese per partecipare al campionato del 1993, battendo la concorrenza di piloti più esperti come Martin Brundle  e Mika Häkkinen. Suo compagno fu il francese Alain Prost appena rientrato nelle corse dopo un anno sabbatico. Inizialmente i due piloti sarebbero dovuti essere Mansell e Prost ma l'inglese si rifiutò di condividere il team con l'ex rivale e si ritirò improvvisamente, lasciando un posto vacante.
Correndo con la Williams-Renault FW15C dotata di sospensioni attive, considerata una delle monoposto di F1 più tecnologicamente avanzate di sempre, la stagione di Hill non iniziò molto bene: al suo debutto in Sudafrica sul circuito di Kyalami finì in testacoda al primo giro e dovette ritirarsi al 16º passaggio dopo essere stato speronato da una Lotus. La gara dopo, in Brasile, Hill giunse secondo dietro alla McLaren di Ayrton Senna conquistando simultaneamente i suoi primi punti e il suo primo podio in Formula 1. Nonostante i favori dei pronostici fossero tutti dalla parte del suo compagno di squadra, Damon in qualità di secondo pilota, si dimostrò ben presto un pilota veloce e affidabile in grado di contrastare validamente anche gli avversari più esperti. Hill continuò ad impressionare e conquistò la sua prima pole position al Gran Premio di Francia dove solo un ordine di scuderia lo congelò al secondo posto dietro Prost.
Hill sfiorò il suo primo successo nei gran premi di Gran Bretagna e Germania dove dovette ritirarsi per problemi alla vettura e successivamente vinse il suo primo Gran Premio nel circuito di Hungaroring, in Ungheria il 15 agosto. Durante la seconda parte della stagione ottenne altre 2 vittorie, in Italia a Monza e in Belgio. Alla fine del campionato fu terzo con 69 punti dietro al compagno Alain Prost e alla McLaren-Ford di Ayrton Senna. A fine anno Hill fu invitato a partecipare insieme a Prost e Senna al Masters Karting Parigi-Bercy, una competizione di kart su un circuito al coperto.

#### Capitan Zero

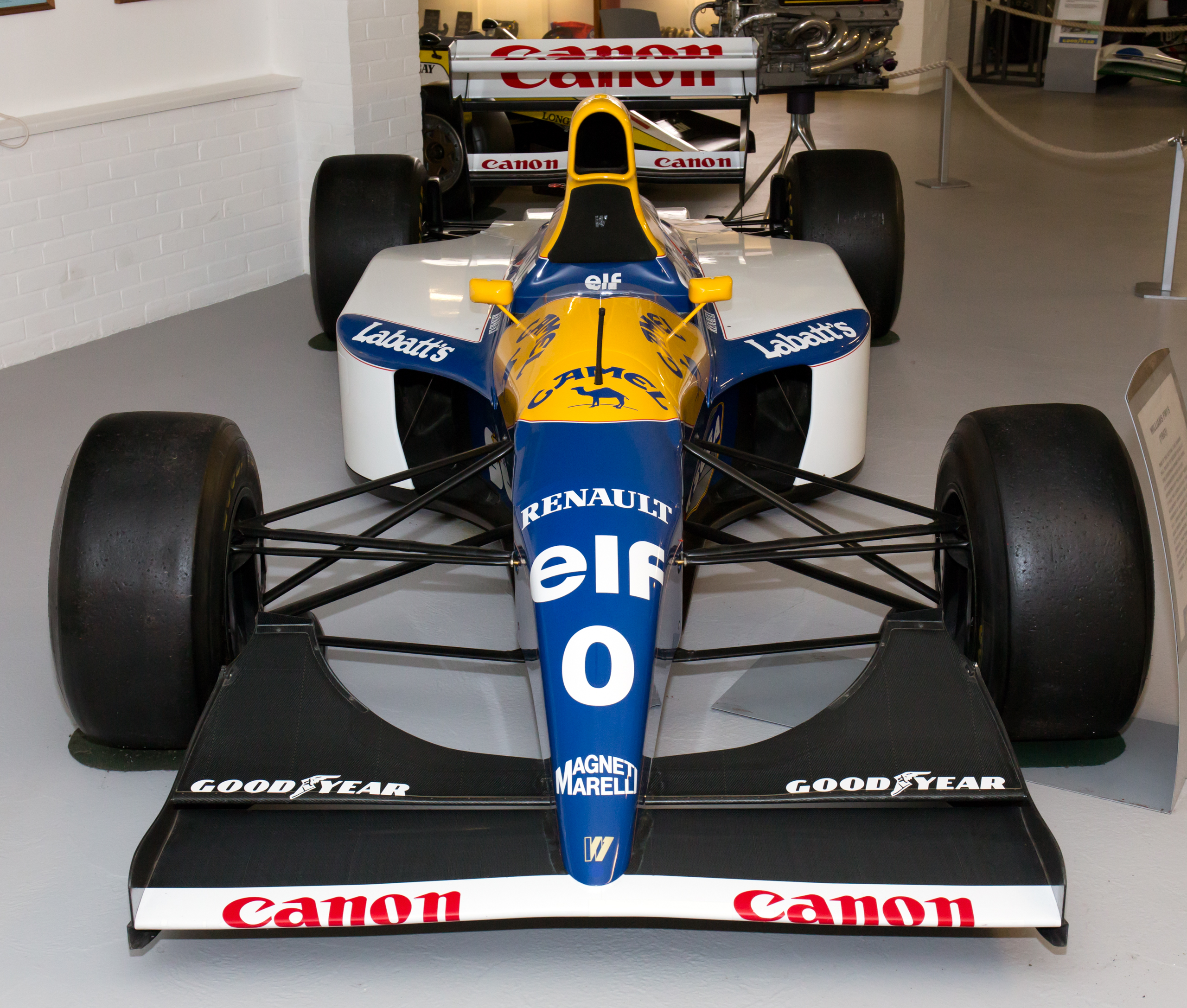
La Williams FW15C di Hill con il numero 0

Nel 1993, a Hill fu assegnato il numero 0, in quanto la Williams stessa l'anno precedente aveva vinto il Campionato Costruttori e Mansell, campione uscente, si era ritirato dalla F1 (e secondo la Federazione Internazionale dell'Automobile (FIA), allora presieduta da Max Mosley, solo al campione uscente spettava il numero 1 da affiggere sulla propria scocca). Anche nel 1994 Damon Hill continuò a correre con il numero 0, in quanto il detentore del titolo, Alain Prost, come Mansell l'anno precedente, decise di ritirarsi dopo la vittoria. Questi rimangono tuttora gli unici casi di numero 0 in Formula 1, ad eccezione del pilota sudafricano Jody Scheckter che lo portò nel 1973 sulla McLaren in occasione dei Gran Premi di Canada e Stati Uniti, in un'epoca nella quale ancora non era stata introdotta la numerazione fissa.
1994
L'anno successivo, il 1994, ebbe come compagno di team il tre volte Campione del Mondo Ayrton Senna, che sembrava destinato a stravincere con la nuova Williams FW16. Il regolamento ora vietava qualsiasi sistema elettronico come sospensioni attive, ABS e controllo della trazione ed erano nuovamente possibili i rifornimenti di carburante in gara; rispetto agli altri top team come Ferrari e Benetton la Williams si ritrovò la più penalizzata. La nuova macchina era infatti difficile da guidare e assettare; Senna morì tragicamente in un incidente nel Gran Premio di San Marino a causa della rottura del piantone dello sterzo; dopo la sua scomparsa Frank Williams ripose tutte le sue speranze sull'inglese mentre sulla seconda macchina si alternarono il collaudatore David Coulthard e Nigel Mansell. Mansell guadagnò circa 900.000 sterline per ciascuna delle sue quattro gare, mentre Hill fu pagato 300.000 sterline per l'intera stagione, anche se la posizione di Hill come pilota di punta rimase indiscussa.

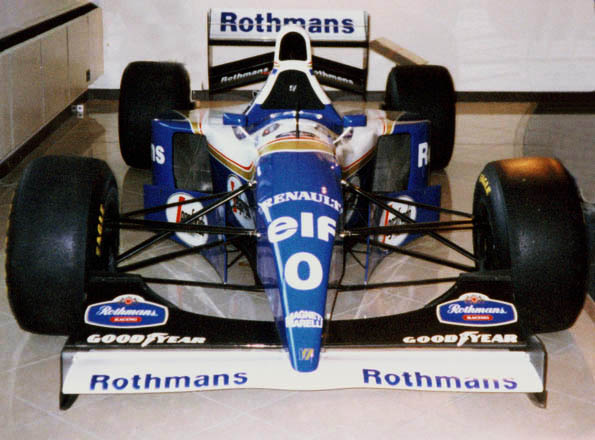
La Williams FW16 guidata da Hill durante la stagione

La situazione era tanto difficile quanto imbarazzante: dopo quattro gare Michael Schumacher sulla Benetton-Ford aveva 40 punti e Hill solo 7 (dietro anche a Gerhard Berger) e durante il corso di tutta la stagione il distacco tra i due rimase di una trentina di punti. Hill vinse la sua prima gara dell'anno in Spagna al Montmeló. Viste le prestazioni di Schumacher in molti sospettavano che la squadra di Flavio Briatore stesse violando le regole (un software per attivare il controllo della trazione venne trovato nei computer del team). Le settimane successive videro accadere più cose nelle aule dei tribunali che in pista: a Silverstone Hill partito dalla pole position dominò la corsa e vinse, Schumacher superò Hill nel giro di ricognizione, non scontò la penalità comminatagli di conseguenza e venne squalificato. Il tedesco venne squalificato una seconda volta in Belgio (con la vittoria assegnata a Damon Hill) e saltò i due Gran Premi successivi per il mancato rispetto della bandiera nera al Gran Premio di Gran Bretagna.
Approfittando delle squalifiche di Schumacher Hill continuò a vincere in Italia e Portogallo e quando lo stesso Schumacher tornò in pista, a Jerez, lo svantaggio di Hill si era ridotto a un punto. Hill vinse nel Gran Premio del Giappone, corso in condizioni di bagnato intenso, e i due rivali si presentarono alla gara finale divisi da un solo punto. Schumacher dominò la prima parte del Gran Premio di Australia davanti a Hill, fino a quando, al 35º giro, il tedesco uscì di pista e andò a sbattere contro un muretto, danneggiando irrimediabilmente la sospensione destra. Nello stesso momento sopraggiungeva Damon Hill, che alla curva successiva lo attaccò, ma venne chiuso all'interno: la manovra provocò un contatto che causò il ritiro di entrambi. Tra diverse polemiche il mondiale si chiuse con Schumacher campione con 92 punti e Hill secondo a 91; la Williams vinse comunque il suo terzo Mondiale Costruttori consecutivo. Nei giorni successivi sia Hill che Patrick Head accusarono Schumacher di aver causato l'incidente deliberatamente per assicurarsi il mondiale. A fine stagione Hill venne nominato dalla BBC personaggio dell'anno.
1995

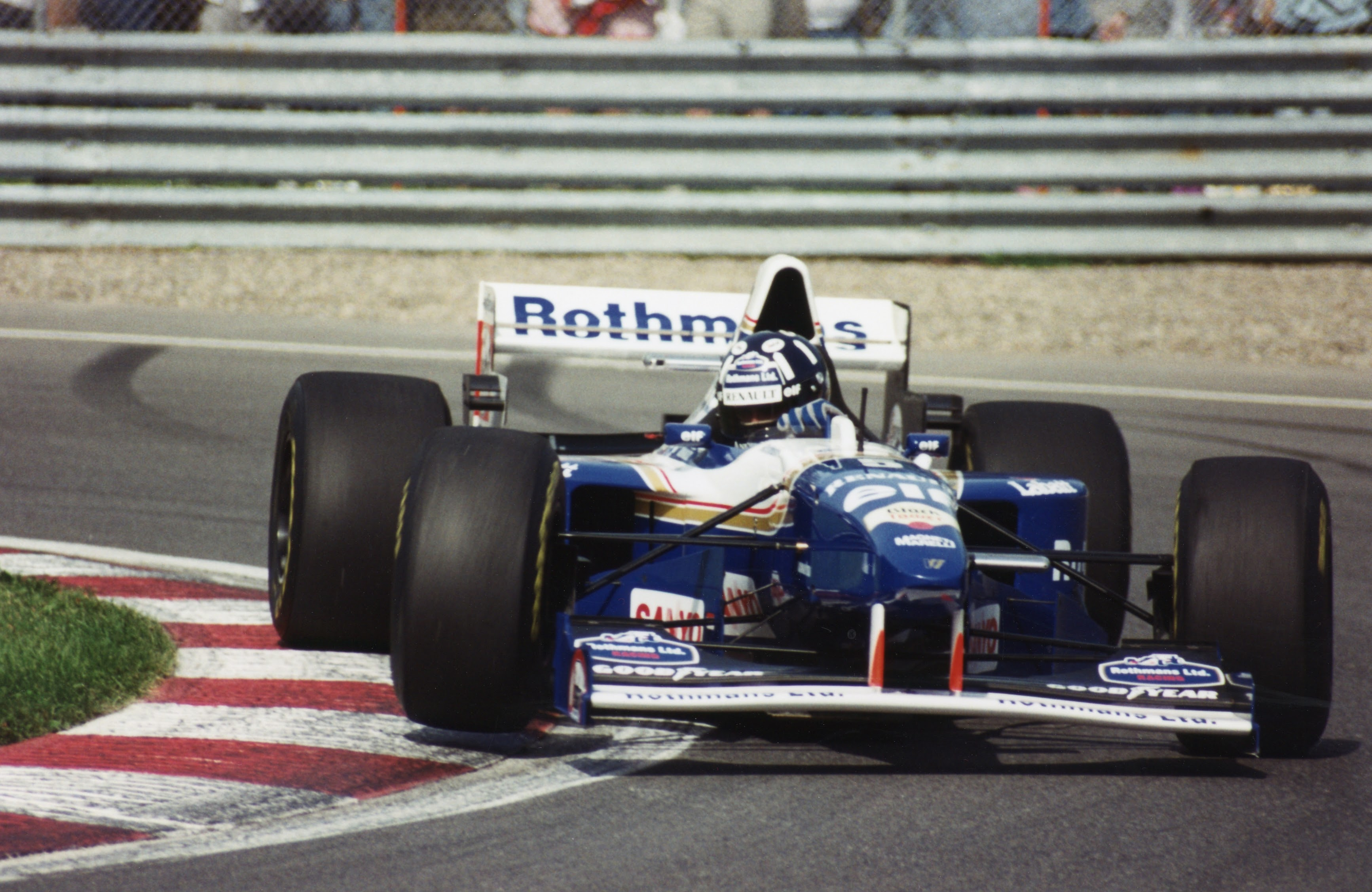
Hill al volante della Williams FW17 nel Gran Premio del Canada 1995

Nel 1995 Mansell passò alla McLaren e David Coulthard guidò la seconda Williams-Renault per tutta la stagione. Dopo i tragici fatti dell'anno precedente, il regolamento imponeva motori di 3.0 di cilindrata invece dei 3.5 della passata stagione per ridurre la velocità e aumentare la sicurezza. Al debutto stagionale a Interlagos Hill si dimostrò subito il più veloce, ma la rottura della sospensione posteriore sinistra lo mandò fuori strada mentre era al comando della corsa. Hill corse le prime gare con molta voglia di rivincita saltando subito in testa alla classifica con le 2 vittorie in Argentina e San Marino, ma dopo un inizio entusiasmante iniziò una serie di errori e di sfortune che lo relegarono quasi sempre dietro alla Benetton di Michael Schumacher (in Spagna il tedesco si riprese la testa della classifica che non avrebbe più ceduto sino alla fine).
Schumacher dominò la stagione vincendo più del doppio delle gare vinte da Hill e si portò a casa il mondiale con largo anticipo con una Benetton ritenuta dai commentatori inferiore rispetto alla Williams. Due furono gli episodi decisivi dell'anno: in Belgio, sotto un diluvio, Schumacher che era in testa con gomme da asciutto ottenne una vittoria clamorosa respingendo più volte gli attacchi di Hill (con gomme da bagnato) costringendo anche l'inglese a uscire di pista, mentre al Nürburgring un incidente di Hill, scivolato su un cordolo, consegnò praticamente il mondiale al tedesco già ad Aida. Nonostante una stagione negativa, al Gran Premio di Ungheria riuscì a dominare la gara completando un Grand Chelem (pole position, vittoria, giro più veloce e sempre in testa alla gara) e nell'ultimo Gran Premio in Australia sul circuito di Adelaide, a mondiale già assegnato, Hill riscattò un periodo buio costellato di errori e critiche vincendo meritatamente dopo una corsa condotta in maniera impeccabile, dando al secondo classificato 2 giri di distacco. Il mondiale fu vinto ancora da Schumacher con 102 punti contro i 69 di Hill giunto secondo.

Hill (in primo piano, a destra) discute con il suo direttore tecnico Patrick Head nel fine settimana del Gran Premio d'Italia 1995

Il 1995 fu comunque una stagione difficile dal punto di vista psicologico; più di una volta Hill manifestò fragilità nel gestire la sua rivalità con Schumacher come testimoniano i due incidenti causati da Hill contro Schumacher in Gran Bretagna e a Monza (entrambe le gare sarebbero poi state vinte dall'altra Benetton di Johnny Herbert). I principali motivi di questa situazione possono essere rintracciati in gran parte nelle forti critiche che da più parti venivano lanciate a Hill per i suoi errori. Al pari, quando Hill vinceva, ciò non veniva visto come merito del pilota ma come merito della super Williams rispetto a una concorrenza inferiore. A fine stagione Hill ottenne un'offerta dal team Newman-Haas per competere nella IndyCar Series che non accettò e considerò anche il ritiro dalle corse.
1996

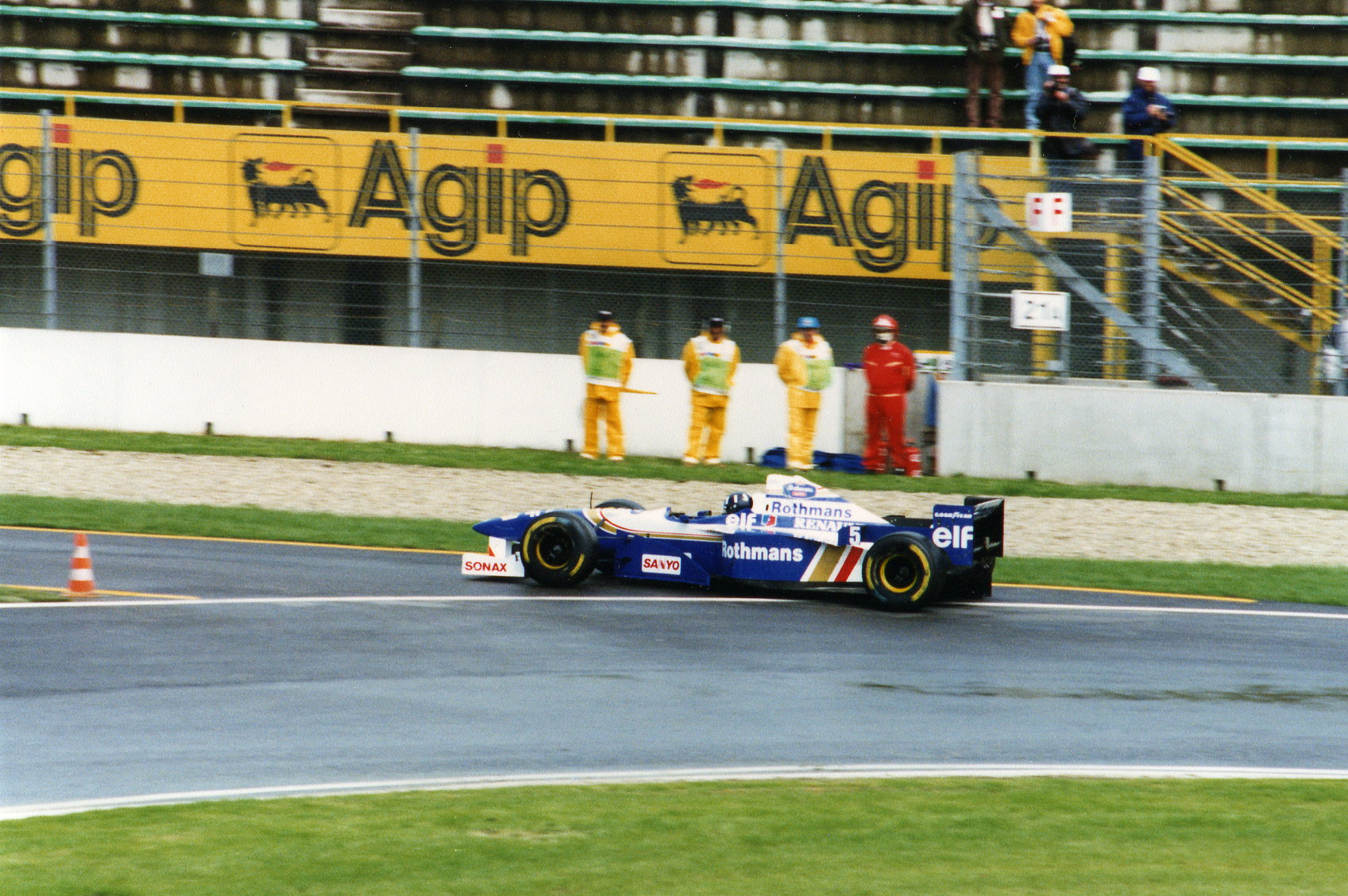
Hill in azione su Williams FW18 nel Gran Premio di San Marino 1996

Nel 1996 il rivale di sempre Schumacher approdò alla Ferrari in cerca di risultati e i pronostici erano tutti favorevoli alla nuova Williams-Renault disegnata da Adrian Newey. Hill poté godere della sua miglior stagione mantenendo alle spalle il compagno di squadra il canadese Jacques Villeneuve dalla prima fino all'ultima gara, esordiente ma capace di cogliere dei successi rilevanti con la Williams. Hill dominò la stagione con 8 vittorie (Australia, Brasile, Argentina, San Marino, Canada, Francia, Germania e Giappone), 10 podi e 97 punti, diciannove in più di Villeneuve, con il solo rammarico di non esser riuscito a vincere il Gran Premio di casa dove fu costretto al ritiro dopo aver centrato la pole position.
Anche nel prestigioso GP di Montecarlo, dove suo padre Graham vinse cinque edizioni della gara, Hill dominò la corsa davanti a Jean Alesi ma fu costretto al ritiro per la rottura del motore. Nel corso della stagione riuscì a superare il numero di vittorie e di pole position in carriera di suo padre. Hill inoltre eguagliò il record di partire dalla prima fila in tutte e 16 le gare della stagione di Ayrton Senna nel 1989 e di Alain Prost nel 1993. Anche a causa delle difficoltà di Schumacher Villeneuve, che era alla sua stagione del debutto in Formula 1, contese il titolo a Hill fino all'ultima gara a Suzuka. In quell'occasione Hill sorpassò Villeneuve alla partenza e rimase in testa fino alla fine andando a vincere la gara davanti alla Ferrari di Michael Schumacher.

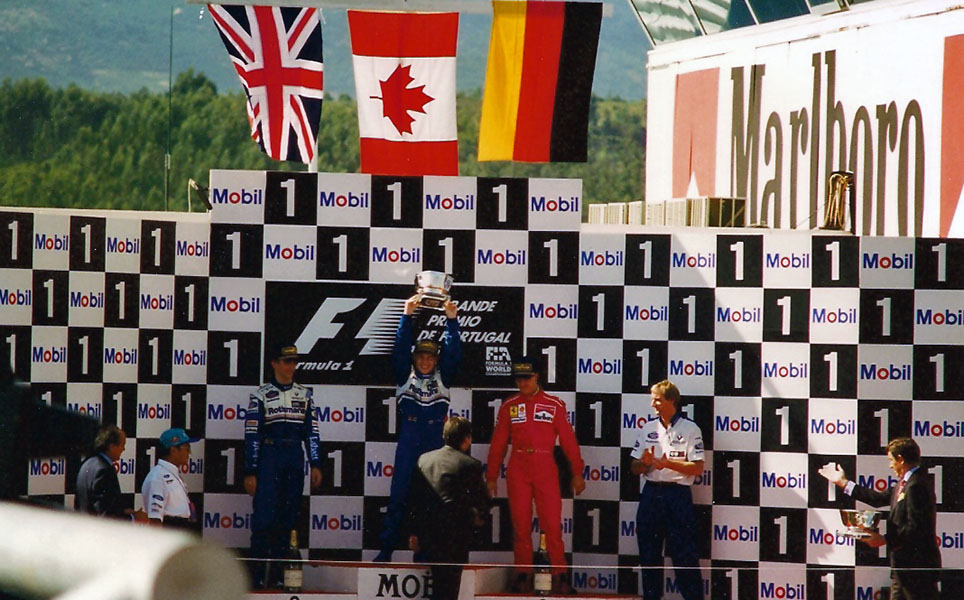
Hill, Jacques Villeneuve e Michael Schumacher sul podio del Gran Premio del Portogallo 1996

La Williams del 1996 era tecnicamente superiore agli altri team, come dimostrato dalla vittoria del Mondiale Costruttori e anche dalle 6 doppiette stagionali, e finalmente Damon coronò il sogno di diventare Campione del Mondo di Formula 1 come suo padre Graham Hill. A fine anno Hill non rinnovò il contratto con Frank Williams che decise di sostituirlo con Heinz-Harald Frentzen (il tedesco era già stato contattato dal team di Grove l'anno prima, esasperato dalle prestazioni di Hill) mentre il posto da collaudatore fu affidato a Juan Pablo Montoya. Hill diventò così il quarto pilota in nove anni a vincere il Campionato mondiale piloti di Formula 1 per la Williams senza però guidare per la squadra la stagione successiva, seguendo le orme di Nelson Piquet, Nigel Mansell e Alain Prost. Hill lasciò il team Williams F1 come secondo pilota di maggior successo della squadra in termini di vittorie, con 21, dietro il solo Mansell. A fine anno Hill venne nominato dalla BBC personaggio dell'anno per la seconda volta.

#### L'arrivo in Arrows
(Damon Hill nel 1997)

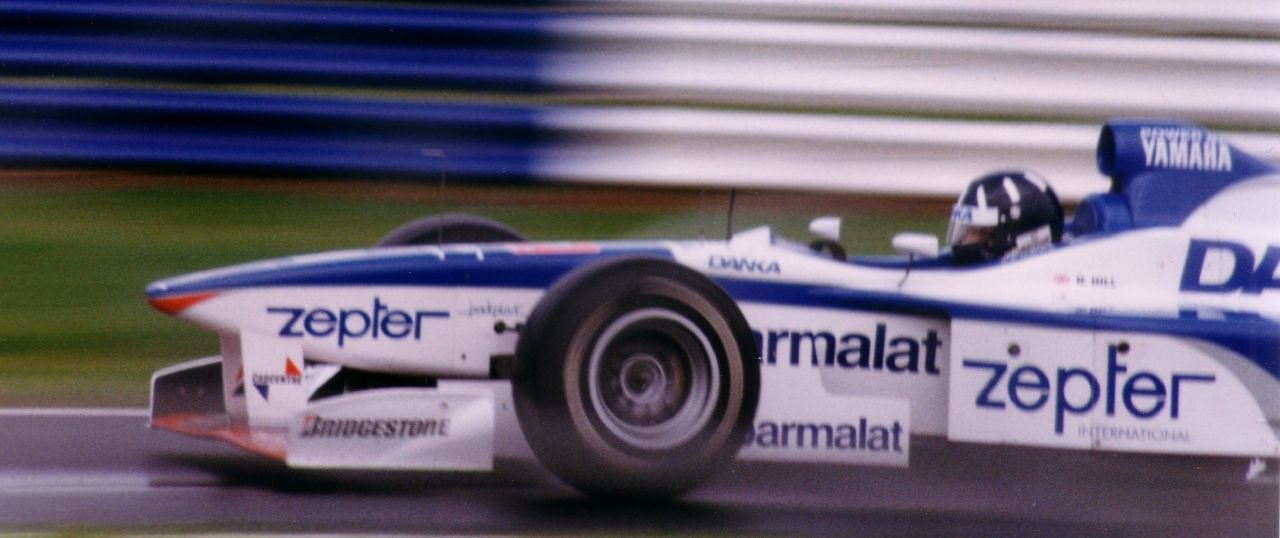
Hill al volante della Arrows A18 nella stagione

Nonostante la conquista del titolo, Hill non rinnovò il contratto da 6 milioni di sterline con la Williams, anche per ragioni economiche. Come Campione del Mondo in carica, Hill ottenne offerte per guidare per la Stewart-Ford e per la McLaren-Mercedes. Ma la proposta della scuderia di Ron Dennis per prendere il posto di Häkkinen, tuttavia, a parere di Hill, non era economicamente soddisfacente per il suo status di Campione del Mondo. Per la stagione successiva, il 1997, Hill si accasò al team Arrows-Yamaha come compagno di Pedro Diniz, senza cogliere però grandi risultati a causa della scarsa competitività della macchina; la sua difesa del titolo si dimostrò una missione impossibile già nella gara inaugurale in Australia, quando prima rischiò di non qualificarsi e poi dovette ritirarsi già nel giro di ricognizione.
Unica eccezione dell'anno fu il Gran Premio d'Ungheria, in cui si era sempre trovato a suo agio con 2 vittorie e 2 secondi posti. Nell'edizione di quell'anno Hill, partito straordinariamente in seconda fila col terzo tempo, rimase in testa fino all'ultimo giro, quando un guasto alla vettura (problema idraulico e al cambio) lo costrinse a cedere il primo posto all'ex-compagno di squadra Jacques Villeneuve sulla Williams, ma portando ugualmente un podio inaspettato all'Arrows frutto principalmente della superiorità durante il weekend di gara dei suoi pneumatici Bridgestone contro i concorrenti Goodyear. Ad ogni modo il secondo posto fu un risultato molto importante per la Arrows (e il miglior risultato nella storia della scuderia) in quella stagione.

#### Gli ultimi anni con la Jordan
1998

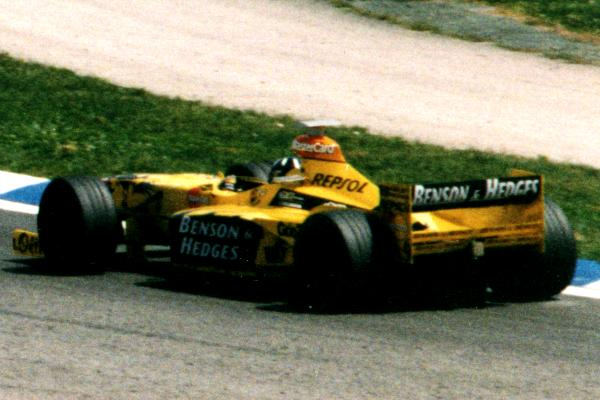
Hill alla guida della Jordan 198 nel Gran Premio di Spagna 1998

A fine anno decise di lasciare la Arrows. Inizialmente Hill venne approcciato dal suo ex compagno di squadra Alain Prost per guidare per la sua scuderia, ma l'inglese declinò l'offerta. Per il 1998 venne ingaggiato dalla Jordan-Mugen Honda al fianco di Ralf Schumacher, fratello minore di Michael, con un ingaggio da 5 milioni di sterline. Dopo il grave incidente occorso a Olivier Panis l'anno precedente, vennero bandite le gomme lisce e introdotte delle nuove coperture con battistrada scanalato. Dopo un inizio particolarmente difficile causato da una scarsa affidabilità della vettura e varie sfortune (tra cui una squalifica in Brasile), la macchina migliorò nella seconda metà di campionato e Hill iniziò ad andare a punti regolarmente. Hill e Michael Schumacher ebbero modo di scontrarsi nuovamente in pista in Canada quando Hill in seconda posizione tagliò la strada più volte alla Ferrari di Schumacher per difendere la sua posizione, prima di ritirarsi per problemi alla vettura. Dopo la gara Schumacher accusò Hill di guida pericolosa.
Nel Gran Premio del Belgio Hill portò alla Jordan il primo successo in Formula 1 dopo una gara segnata da situazioni da safety car con numerosi incidenti e clamorosi ritiri per via della pesante pioggia, ma nonostante tutto ciò in entrambe le partenze andò molto bene e per tutta la gara rimase nelle prime posizioni. Hill era in testa alla gara, con il compagno di squadra Ralf Schumacher che stava riducendo lo svantaggio velocemente, fino a quando Hill suggerì a Eddie Jordan di dire a Schumacher di tenere la posizione, invece di rischiare di perdere una doppietta. Jordan seguì il suggerimento di Hill, e ordinò a Schumacher di non sorpassare. Sempre nello stesso anno, grazie anche al quarto posto di Hill al Gran Premio del Giappone, la Jordan si classificò al quarto posto nel campionato costruttori davanti alla Benetton mentre Hill fu sesto in quello piloti con 20 punti.
1999

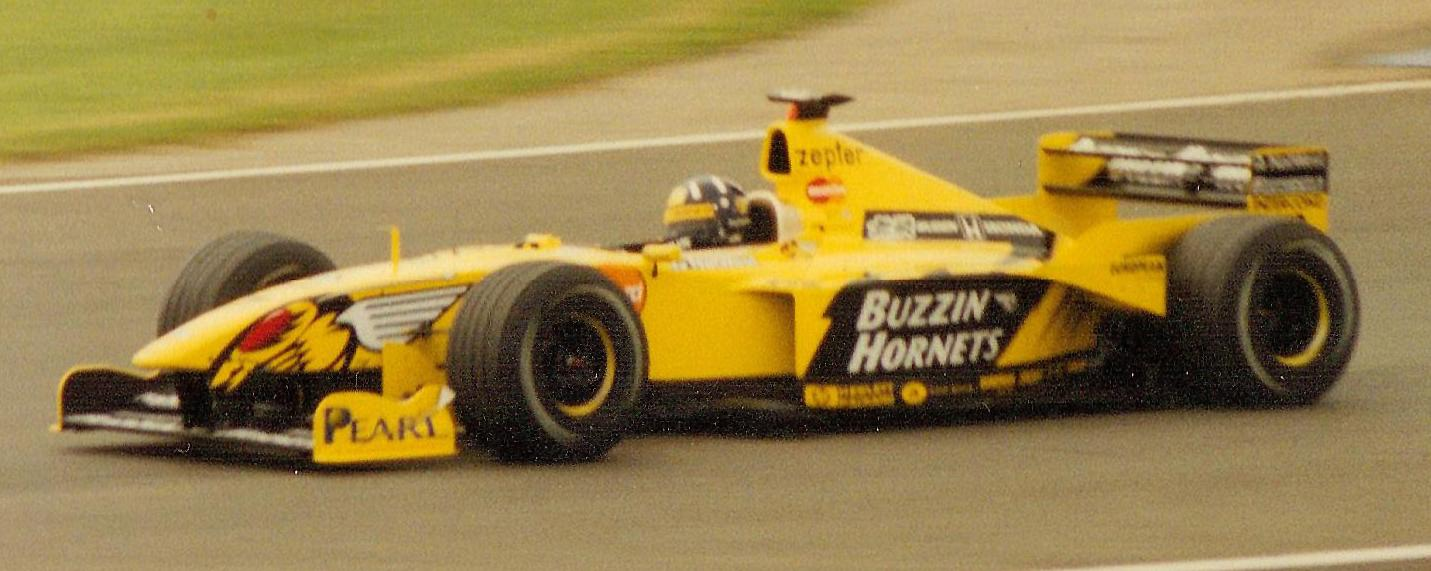
Hill in azione sulla Jordan 199 nella stagione

Hill rimase alla Jordan anche nel 1999, ma ottenne scarsi risultati; alla fine della stagione, ormai demotivato, abbandonò le corse. Secondo alcune voci Hill inizialmente voleva ritirarsi già dopo la gara di Magny-Cours tanto che la Jordan aveva già contattato Jos Verstappen per sostituirlo, ma fu persuaso da Eddie Jordan e Mike Gascoyne a finire la stagione. Il suo miglior risultato dell'anno fu un quarto posto a San Marino, dove sarebbe potuto andare a podio se avesse sorpassato la Stewart di Rubens Barrichello distante solamente qualche secondo. La nuova Jordan-Mugen Honda nonostante tutto si rivelò estremamente competitiva, tanto che il suo compagno di squadra, il tedesco Heinz-Harald Frentzen, fu capace di vincere due gare e di rimanere in lotta per il campionato con la McLaren di Mika Häkkinen e la Ferrari di Eddie Irvine fino a due gare dalla fine. Hill e Frentzen aiutarono la Jordan ad ottenere la sua miglior stagione di sempre, chiusa al terzo posto. Durante la stagione Hill non riuscì a segnare più punti rispetto al suo compagno di squadra, come era accaduto solo nel 1993 in otto anni di F1. Alla sua ultima gara in Formula 1 in Giappone il 31 ottobre, Hill si ritirò al 21º giro dopo essere finito in testacoda.

## Statistiche in Formula 1
Hill ha partecipato a 122 gran premi con 115 partenze, cogliendo 22 vittorie (21 su Williams-Renault, 1 su Jordan-Mugen Honda), 20 pole position, 19 giri più veloci in gara e 5 Hat Trick. È stato al comando di 45 gran premi per un totale di 1358 giri percorsi in testa (6310 km). È partito per 47 volte in prima fila, e ha ottenuto 56 piazzamenti a punti (di cui 42 a podio), per un totale di 360 punti complessivi. In termini di gran premi di F1 vinti, Hill è il quinto pilota britannico più vincente di sempre dietro a Lewis Hamilton, Nigel Mansell, Jackie Stewart e Jim Clark.

### Vittorie
- 1993: Ungheria, Belgio, Italia

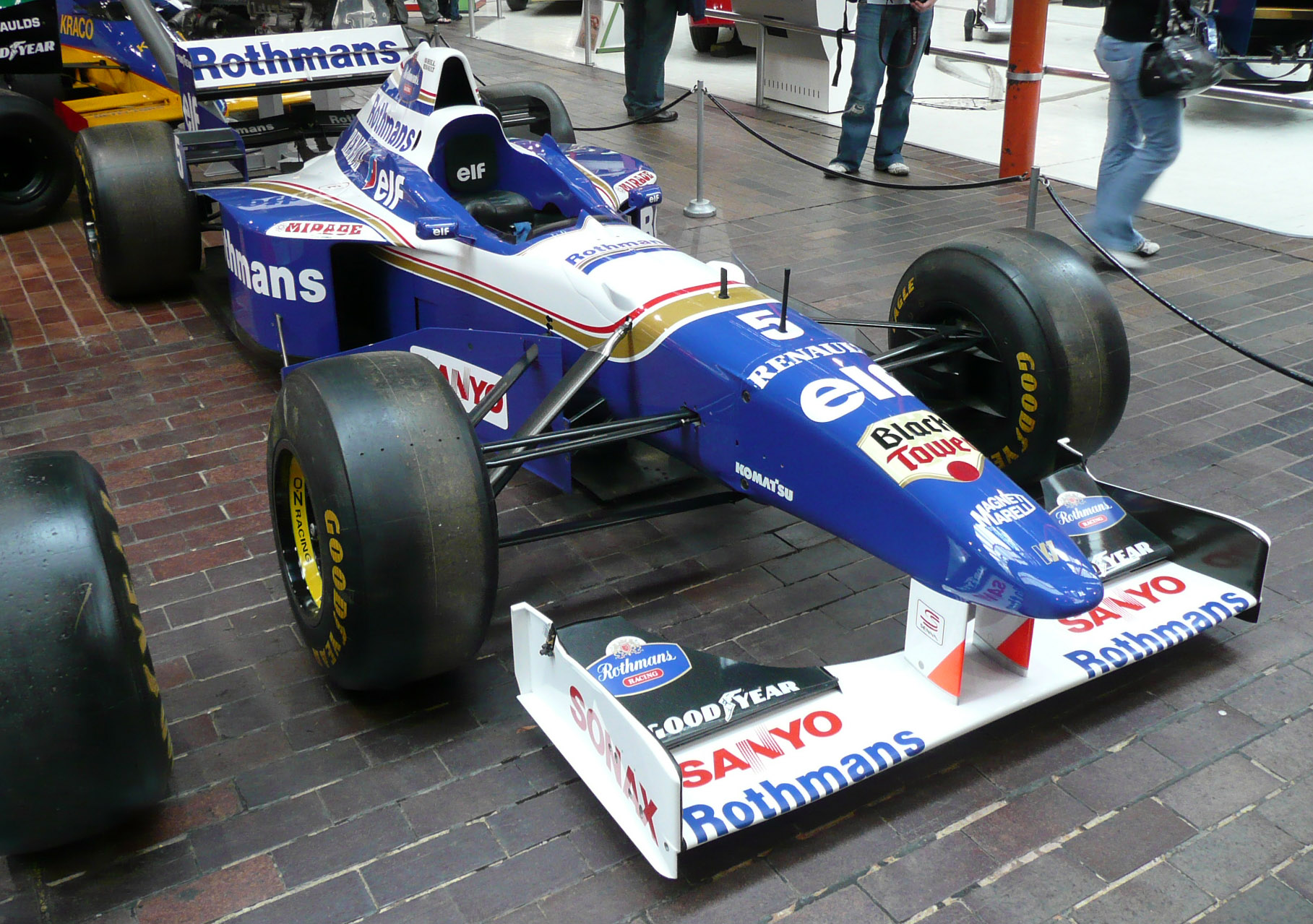
La Williams FW18 Campione del Mondo nel 1996 di Hill

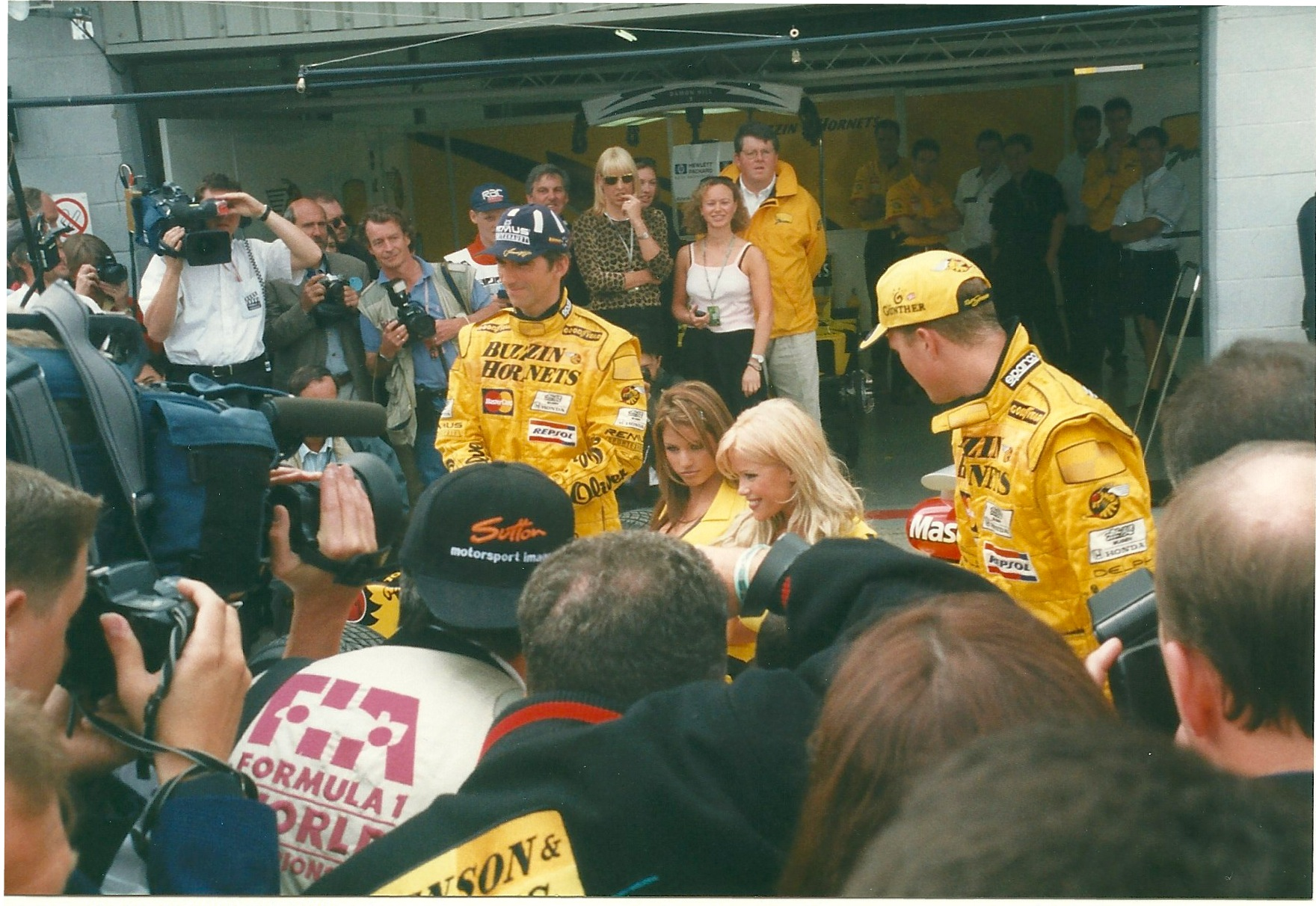
Damon Hill e Ralf Schumacher a Silverstone nel 1998

- 1994: Spagna, Gran Bretagna, Belgio, Italia, Portogallo, Giappone
- 1995: Argentina, San Marino, Ungheria, Australia
- 1996: Australia, Brasile, Argentina, San Marino, Canada, Francia, Germania, Giappone
- 1998: Belgio

### Pole Position
- 1993: Francia, Portogallo
- 1994: Francia, Gran Bretagna
- 1995: Brasile, Monaco, Francia, Gran Bretagna, Germania, Ungheria, Australia
- 1996: Brasile, Argentina, Europa, Spagna, Canada, Gran Bretagna, Germania, Italia, Portogallo

### Giri più veloci
- 1993: Gran Bretagna, Italia, Portogallo, Australia
- 1994: San Marino, Francia, Gran Bretagna, Belgio, Italia, Giappone
- 1995: Spagna, Gran Bretagna, Ungheria, Australia
- 1996: Brasile, Europa, San Marino, Germania, Ungheria

### Risultati completi in Formula 1
| 1992 | Scuderia | Vettura |  |  |  |    |    |    |    |    |    |    |    |  |  |  |  |  |  | Punti | Pos. |
| ---- | -------- | ------- |  |  |  | -- | -- | -- | -- | -- | -- | -- | -- |  |  |  |  |  |  | ----- | ---- |
| 1992 | Brabham  | BT60B   |  |  |  | NQ | NQ | NQ | NQ | NQ | 16 | NQ | 11 |  |  |  |  |  |  | 0     |      |

| 1993 | Scuderia | Vettura |     |   |   |     |     |   |   |   |     |    |   |   |   |   |   |   |  | Punti | Pos. |
| ---- | -------- | ------- | --- | - | - | --- | --- | - | - | - | --- | -- | - | - | - | - | - | - |  | ----- | ---- |
| 1993 | Williams | FW15C   | Rit | 2 | 2 | Rit | Rit | 2 | 3 | 2 | Rit | 15 | 1 | 1 | 1 | 3 | 4 | 3 |  | 69    | 3º   |

| 1994 | Scuderia | Vettura |   |     |   |     |   |   |   |   |   |   |   |   |   |   |   |     |  | Punti | Pos. |
| ---- | -------- | ------- | - | --- | - | --- | - | - | - | - | - | - | - | - | - | - | - | --- |  | ----- | ---- |
| 1994 | Williams | FW16    | 2 | Rit | 6 | Rit | 1 | 2 | 2 | 1 | 8 | 2 | 1 | 1 | 1 | 2 | 1 | Rit |  | 91    | 2º   |

| 1995 | Scuderia | Vettura |     |   |   |   |   |     |   |     |     |   |   |     |   |     |   |     |   | Punti | Pos. |
| ---- | -------- | ------- | --- | - | - | - | - | --- | - | --- | --- | - | - | --- | - | --- | - | --- | - | ----- | ---- |
| 1995 | Williams | FW17    | Rit | 1 | 1 | 4 | 2 | Rit | 2 | Rit | Rit | 1 | 2 | Rit | 3 | Rit | 3 | Rit | 1 | 69    | 2º   |

| 1996 | Scuderia | Vettura |   |   |   |   |   |     |     |   |   |     |   |   |   |     |   |   |  | Punti | Pos. |
| ---- | -------- | ------- | - | - | - | - | - | --- | --- | - | - | --- | - | - | - | --- | - | - |  | ----- | ---- |
| 1996 | Williams | FW18    | 1 | 1 | 1 | 4 | 1 | Rit | Rit | 1 | 1 | Rit | 1 | 2 | 5 | Rit | 2 | 1 |  | 97    | 1º   |

| 1997 | Scuderia | Vettura |    |     |     |     |     |     |   |    |   |   |   |    |     |   |   |    |     | Punti | Pos. |
| ---- | -------- | ------- | -- | --- | --- | --- | --- | --- | - | -- | - | - | - | -- | --- | - | - | -- | --- | ----- | ---- |
| 1997 | Arrows   | A18     | NP | Rit | Rit | Rit | Rit | Rit | 9 | 12 | 6 | 8 | 2 | 13 | Rit | 7 | 8 | 11 | Rit | 7     | 12º  |

| 1998 | Scuderia | Vettura |   |    |   |    |     |   |     |     |     |   |   |   |   |   |   |   |  | Punti | Pos. |
| ---- | -------- | ------- | - | -- | - | -- | --- | - | --- | --- | --- | - | - | - | - | - | - | - |  | ----- | ---- |
| 1998 | Jordan   | 198     | 8 | SQ | 8 | 10 | Rit | 8 | Rit | Rit | Rit | 7 | 4 | 4 | 1 | 6 | 9 | 4 |  | 20    | 6º   |

| 1999 | Scuderia | Vettura |     |     |   |     |   |     |     |   |   |     |   |   |    |     |     |     |  | Punti | Pos. |
| ---- | -------- | ------- | --- | --- | - | --- | - | --- | --- | - | - | --- | - | - | -- | --- | --- | --- |  | ----- | ---- |
| 1999 | Jordan   | 199     | Rit | Rit | 4 | Rit | 7 | Rit | Rit | 5 | 8 | Rit | 6 | 6 | 10 | Rit | Rit | Rit |  | 7     | 12º  |

| Legenda | 1º posto     | 2º posto | 3º posto    | A punti         | Senza punti/Non class.  | Grassetto – Pole position Corsivo – Giro più veloce |
| Legenda | Squalificato | Ritirato | Non partito | Non qualificato | Solo prove/Terzo pilota | Grassetto – Pole position Corsivo – Giro più veloce |

## Dopo la Formula 1

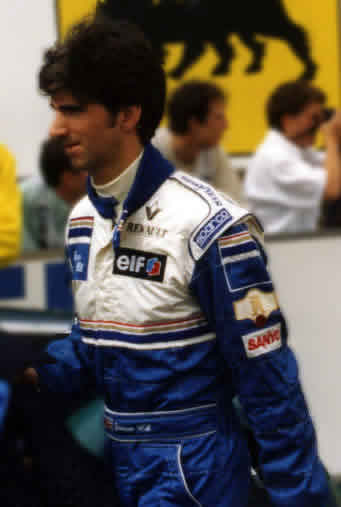
Damon Hill durante i suoi anni alla Williams

Nel corso della sua carriera automobilistica che durò dal 1984 al 1999, Damon Hill guadagnò oltre 30 milioni di sterline. Dopo il ritiro agonistico Hill ha aperto una concessionaria BMW, alle porte di Royal Leamington che porta il suo nome e una concessionaria Audi a Exeter. Il 7 ottobre 2012, Hill ha guidato la BRM di suo padre Graham per celebrare i 50 anni della vittoria del Campionato mondiale di F1 del 1962, dove Graham divenne il primo pilota britannico a vincere il campionato del mondo piloti con una squadra britannica. La sua ultima apparizione al volante di una vettura di Formula 1 è stata al Goodwood Festival of Speed del 2014 in cui l'inglese si è riappropriato della Williams FW18 con cui vinse il mondiale per una dimostrazione.
Oltre ad avere la passione per i motori Damon ha anche la passione per la musica e in particolar modo per la chitarra; già da adolescente infatti faceva parte di una punk band di nome Sex Hitler and the Hormones. Da ricordare i concerti alla fine di ogni GP di Gran Bretagna nei quali Damon era componente fisso. Damon ha dimostrato le sue qualità musicali anche a livello "professionistico" comparendo come chitarrista d'eccezione nell'album Euphoria dei Def Leppard. Per l'occasione ha detto il cantante della storica band, Joe Elliott: «Ci era capitato due o tre volte di incontrarlo in qualche festa e ogni volta ci raccontava di quanto era bravo con la chitarra. Lo abbiamo messo alla prova, e abbiamo dovuto dargli ragione. Suonerà perfino un assolo in un pezzo». Il pezzo nel quale Damon suona l'assolo finale è Demolition Man, prima canzone dell'album. Damon Hill era anche un amico stretto del chitarrista e cantante George Harrison (ex Beatles). Hill ha anche formato una sua band, The Conrods, che fu attiva tra il 1999 e il 2003 suonando cover di famose canzoni dei Rolling Stones, Beatles e Kinks.
Il 28 aprile 2006 Damon Hill fu eletto presidente del British Racing Drivers' Club, associazione che gestisce il circuito di Silverstone e l'organizzazione del Gran Premio di Gran Bretagna di F1, succedendo a Jackie Stewart; la posizione fu mantenuta fino al 2011. Hill era il rappresentante dei piloti nella postazione degli steward al Gran Premio di Monaco 2010, dove lui e il resto della commissione decisero di infliggere una penalità all'ex rivale Michael Schumacher per un sorpasso in condizioni di bandiera gialla. L'inglese venne pesantemente criticato per la sua decisione. Hill è apparso più volte nel programma televisivo automobilistico Top Gear, e in uno spot pubblicitario di Pizza Hut al fianco del commentatore di F1 Murray Walker. Inoltre fu ospite su ITV come commentatore di F1 al fianco dell'amico e ex collaudatore in Arrows Martin Brundle. Hill appare come personaggio giocabile nei videogiochi della PlayStation Formula 1, Formula One 97, Formula One 98 e Formula One 99.